# Nuno Rodriguez de Candarei
Nuno Rodriguez de Candarei fue un trovador gallego del siglo XIII, perteneciente a la lírica gallego-portuguesa.

## Biografía
Apenas quedan datos biográficos. Se cree que pertenece a una familia con posesiones en Portugal y con relaciones con la corona de Castilla. Es hijo de Rodrigo Pais de Candrei, documentado entre 1214 y 1230, presente en la corte de Fernando III. Así mismo, es posible que su hermana fuese Mor Rodriguez de Candarei, esposa del noble portugués Gomez Viegas de Basto. Estuvo activo entre 1225 y 1250.    

## Obra
Se conservan 5 cantigas de amor, de las cuales dos son de dudosa autoría.